# Johann Schimmelpfennig
Johann Schimmelpfennig (* 15.11.1604 in Kneiphof; † 12.11.1669 ebenda) war ein deutscher Rat im Herzogtum Preußen.

## Leben
Schimmelpfennig, ältester Sohn des gleichnamigen Ratsherrn in Kneiphof und ein Urenkel des 1566 zusammen mit dem Pastor Johann Funck hingerichteten Herzoglichen Rats Hans Schnell, studierte ab 1623 an der Albertus-Universität Königsberg Rechtswissenschaft. Er wurde in Brandenburg-Preußen kurfürstlicher wirklicher Rat, Tribunalrat und Vizebürgermeister von Kneiphof. Er war Pfandherr der Ämter Georgenburg und Saalau sowie Erbherr mehrerer Güter. Er war einer der größten Wohltäter von Königsberg. Viermal im Jahr ließ er alle Armen der Stadt speisen und wöchentlich alle Insassen des kneiphöfischen Pauperhauses bewirten. 1635 schenkte er 15.000 Florentiner zum Bau der Haberberger Trinitatis-Kirche. Sein Haus war so groß, dass er 1635 den polnischen König Władysław IV. Wasa samt dessen Gefolge darin bewirten konnte. Er gehörte zum Dichterkreis um Simon Dach. 1650 wurden er und seine beiden Brüder, der Gutsherr Christoph und der königliche Stallmeister Balthasar, von Kaiser Ferdinand III.nobilitiert; das Adelsprädikat führten sie aber nicht. Im Testament stiftete Johann Schimmelpfennig 10.000 Taler, aus deren Zinsen vier Stipendiaten unterstützt werden sollten. Verheiratet war er seit 1635 mit Sophia Schwarz, Tochter des Kneiphöfer Bürgermeisters Theodor Schwarz. Seine Ehe blieb kinderlos.